# 작은볼기근
작은볼기근(gluteus minimus) 또는 소둔근(小臀筋)은 세 개의 볼기근 중에서 가장 작은 근육이다. 중간볼기근의 바로 아래쪽에 덮여 있다.

## 구조

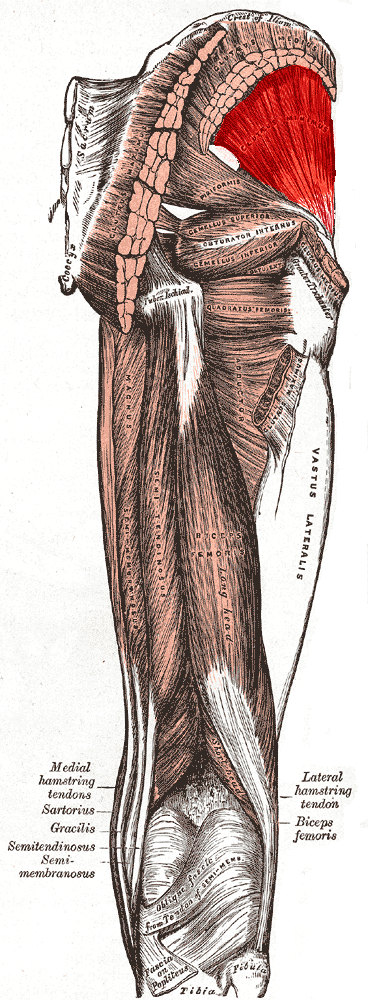
볼기와 넓적다리 뒤쪽의 근육들. 작은볼기근이 강조되어 있다.

부채꼴 형태를 하고 있으며, 앞볼기근선과 아래볼기근선 사이의 엉덩뼈 바깥면에서 시작된다. 뒤쪽에서는 큰궁둥패임의 모서리에서도 일어난다.
근섬유들은 깊은 면에서 합쳐져 방사형의 널힘줄을 형성하며, 널힘줄은 넙다리뼈의 큰돌기 앞쪽 경계에 힘줄로서 닿는다. 힘줄은 엉덩관절의 관절주머니로 확장된다. 이런 구조로 인해 인해 작은볼기근은 엉덩관절을 안정하게 하는 역할을 한다.

### 위치 관계
윤활주머니가 작은볼기근의 힘줄과 큰돌기 사이에 놓인다.
중간볼기근과 작은볼기근 사이에는 위볼기동맥과 위볼기정맥의 깊은가지, 위볼기신경이 위치한다.
작은볼기근의 깊은쪽에는 넙다리곧은근의 힘줄과 엉덩관절의 관절주머니가 존재한다.

### 변이
작은볼기근이 앞부분과 뒷부분으로 나누어질 수 있다. 또는 가쪽넓은근 이는곳의 바깥쪽 부분, 궁둥구멍근, 위쌍동근으로 근육 슬립을 낼 수 있다.

## 기능
중간볼기근과 작은볼기근은 다리가 펴진 상태일 때 엉덩관절을 벌린다. 또한 한쪽 발로 서 있을 때 넙다리근막긴장근과 함께 몸통을 지지한다.
앞쪽의 섬유는 엉덩관절을 굽히는 역할도 하며, 큰돌기를 앞쪽으로 당겨 넓적다리를 안쪽으로 돌린다. 이 작용은 넙다리근막긴장근도 함께 돕는다.
중간볼기근과 작은볼기근은 같은 작용을 일으킨다고 설명되어 왔다. 주된 기능은 넙다리뼈 벌림이지만, 넙다리뼈의 위치에 따라 안쪽돌림과 굽힘을 일으킬 수도 있다. 한편 엉덩관절이 굽혀진 상태일 때 작은볼기근은 넓적다리를 안쪽으로, 엉덩관절이 펴진 상태일 때는 넓적다리를 바깥쪽으로 돌린다는 연구도 있다.
엉덩관절 위쪽 관절주머니에 붙은 작은볼기근은 관절이 움직이는 동안 관절주머니를 관절로부터 뒤로 들이는 역할을 한다. 이 기전은 무릎에서 무릎관절근의 작용과 비슷하게 관절주머니의 충돌을 막을 수도 있다.

## 임상적 중요성
중간볼기근이나 작은볼기근이 위볼기신경 마비 등으로 인해 마비되면 다리를 벌리기 어려워질 수 있다. 환자는 이때 보행 양상이 트렌델렌버그 보행으로 바뀌면서 이런 벌림의 어려움을 보상한다.

## 추가 이미지

빨간색으로 표시된 작은볼기근. 골반뼈는 반투명하게 그려져 있다.
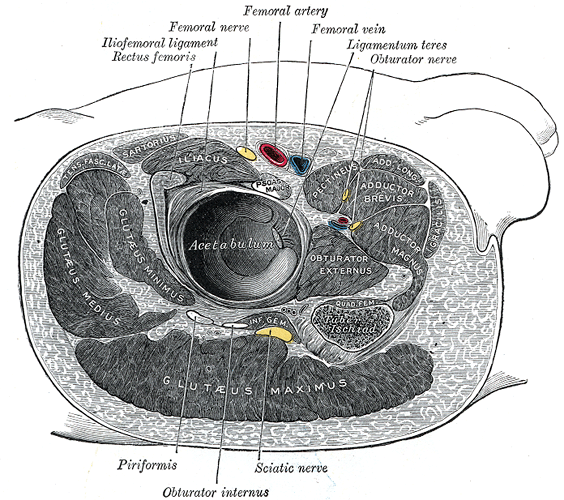
엉덩관절 주변의 구조물. 작은볼기근은 중간의 왼쪽에 그려져 있다.
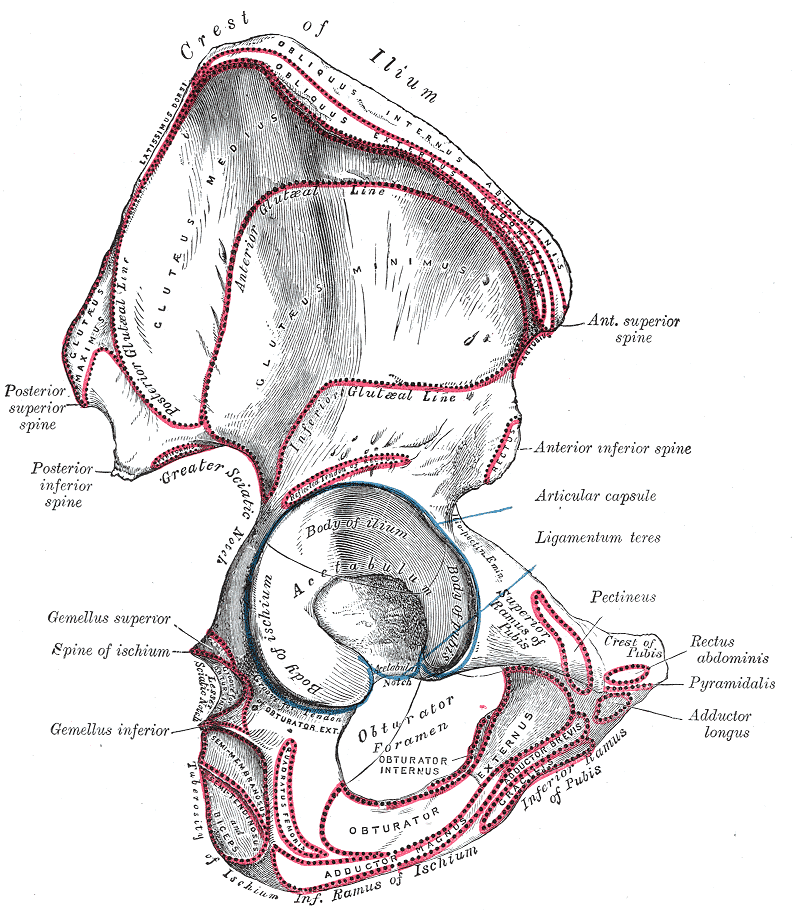
오른쪽 골반뼈 바깥면
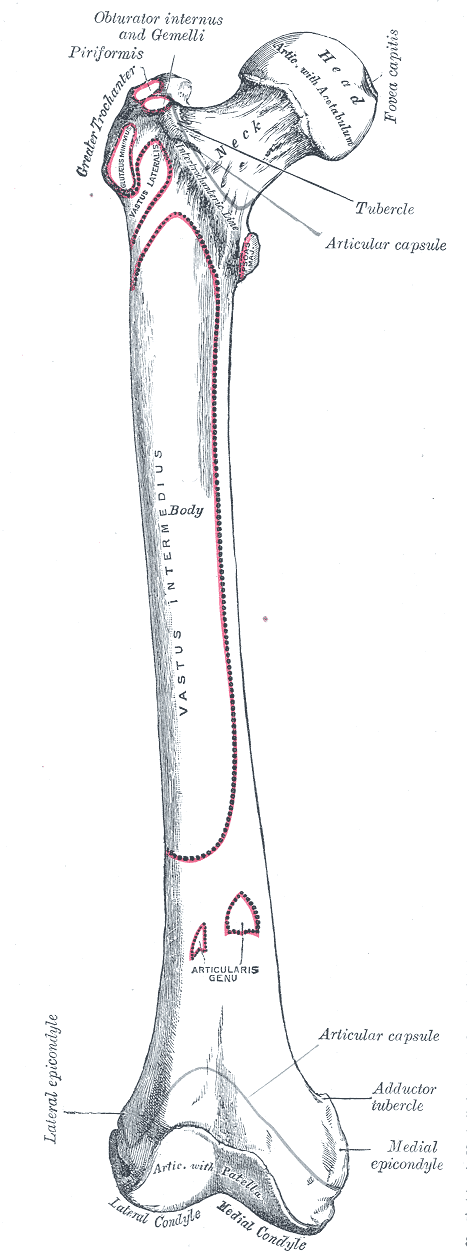
오른쪽 넙다리뼈 앞면
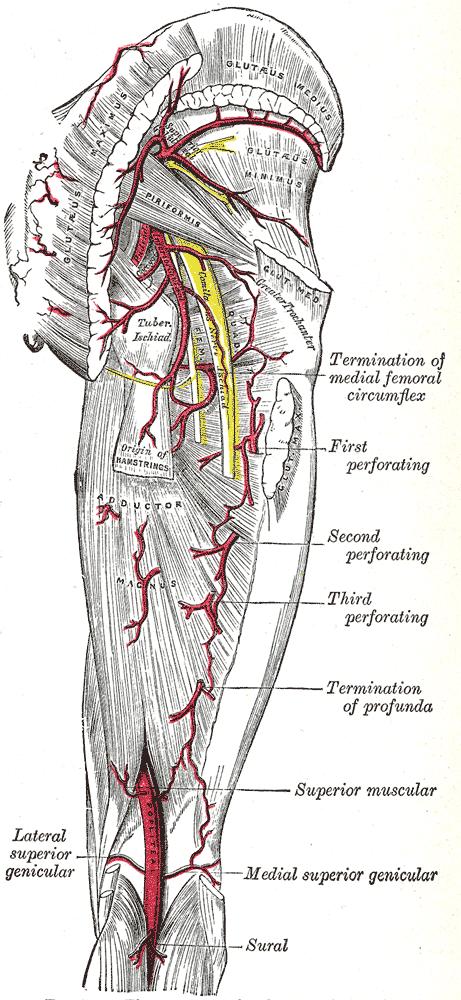
볼기와 넓적다리 뒤쪽의 동맥
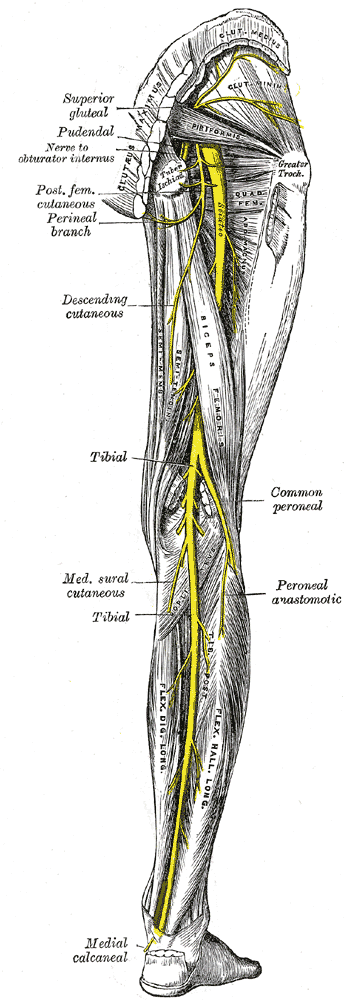
오른쪽 하지 뒤쪽의 신경

## 참고 문헌
이 문서는 현재 퍼블릭 도메인에 속하는 그레이 해부학 제20판(1918) page 475의 내용을 기초로 작성된 글이 포함되어 있습니다.
1. ↑  대한해부학회 의학용어 사전, 옛 대한의협 3 의학용어 사전 https://www.kmle.co.kr/search.php?Search=gluteus+minimus&EbookTerminology=YES&DictAll=YES&DictAbbreviationAll=YES&DictDefAll=YES&DictNownuri=YES&DictWordNet=YES
2. ↑  Greco AJ, Vilella RC (July 2020). “Anatomy, Bony Pelvis and Lower Limb, Gluteus Minimus Muscle”. StatPearls. PMID 32310604. 2020년 8월 13일에 확인함.
3. ↑  Ivanenko, YP (2006). “Motor Control Programs and Walking”. 《Neuroscientist》 12 (4): 339–348. doi:10.1177/1073858406287987. PMID 16840710. S2CID 1236412.
4. ↑  Carlsoo, S (1972). 《How Man Moves: kinesiological methods and studies》. ISBN 9780434902156.
5. 1 2  Beck, M (2000). “The anatomy and function of the gluteus minimus muscle”. 《The Journal of Bone and Joint Surgery. British Volume》 82–B (3): 358–363. doi:10.1302/0301-620X.82B3.0820358.
6. ↑  Pratt, N. Clinical Musculoskeletal Anatomy. CBLS: Marietta, OH 2004.
7. ↑  Neuman, Donald. 《Kinesiology of the Musculoskeletal System》. 494–495쪽.